# Karl Hugo Breuer
Karl Hugo Breuer (* 21. Juli 1924 in Porz am Rhein; † 22. April 2009 in Bergisch Gladbach) war ein deutscher Sozialarbeiter, Wegbereiter der Jugendsozialarbeit und Direktor der Heimstatt-Bewegung.

## Leben und Ausbildung
Karl Hugo Breuer wurde als ältester Sohn der Eheleute Hugo Breuer und Luise, geb. Hackenbroich, in Porz am Rhein geboren. Zusammen mit seinem zwei Jahre jüngeren Bruder Gerd wuchs er in einer überzeugt katholischen Familie auf. Karl Hugo besuchte die Oberschule in Köln-Deutz, wo er 1942 die Reifeprüfung ablegte. Von 1942 bis 1945 leistete er Arbeitsdienst und Wehrdienst. Nach dem Zweiten Weltkrieg begann er sein Studium der Geschichte und Politikwissenschaft, Sprach- und Literaturwissenschaft, Philosophie sowie Pädagogik an den Universitäten Köln und Bonn. Sein Studium schloss er mit der Promotion zum Thema Der junge Marx. Sein Weg zum Kommunismus bei Theodor Schieder ab.

## Wirken
1951 begann Karl Hugo Breuer seine Berufslaufbahn als Landessekretär und Geschäftsführer der Katholischen Heimstatt-Bewegung. Diese stand seit ihrer Gründung im Jahr 1949 im Dienst der Beheimatung und Wiederverwurzelung heimat-, eltern- und arbeitsloser Jugendlicher, von denen ein großer Teil aus den deutschen Ostgebieten und der damaligen
sowjetischen Besatzungszone vertrieben bzw. geflüchtet war. Kaum je in der deutschen Geschichte hat es eine Zeit mit einer solchen Massierung von Jugendnot gegeben wie in der unmittelbaren Nachkriegszeit. Die Heimstatt-Bewegung hat auf diese Jugendnot in Zusammenarbeit mit der Jugendhilfe, den Jugendverbänden und der Jugendpolitik, den Arbeitgeberverbänden und Gewerkschaften mit dem Aufbau und Angebot jugendgemäßen Wohnens und der Vermittlung beruflicher Ausbildung und existenzsichernder Arbeit reagiert. Sie rief die Katholische Jugend und die Caritas auf, an der entscheidenden Aufgabe der sozialen und geistigen Integration der Jugend aktiv mitzuwirken. Karl Hugo Breuer widmete fortan sein ganzes Leben der bedrohten und sozial beeinträchtigten Jugend und leistete während dieser Jahre der Anfänge der Heimstatt-Bewegung tatkräftige und wegweisende Aufbauarbeit. Davon zeugen seine frühen Veröffentlichungen in der 1953 neu geschaffenen und von Domvikar Friedrich Eink, Diözesanpräses Paul Fillbrandt und Karl Hugo Breuer herausgegebenen Zeitschrift Die Heimstatt. Dieses „Fachorgan der Katholischen Heimstatt-Bewegung“ verstand sich nicht allein als Informationsblatt für die entstehenden Organisationen der Jugendsozialarbeit in Nordrhein-Westfalen, sondern sah die außerschulische Erziehung als Kernaufgabe an. Breuer wirkte mit bei der Gründung der Bundesarbeitsgemeinschaft Katholische Jugendsozialarbeit im Jahr 1954. Im selben Jahr heiratete Karl Hugo Breuer Mechtild Menzen. Aus der Ehe gingen sechs Kinder hervor, drei Söhne und drei Töchter.
1957 verfasste Karl Hugo Breuer das Standardwerk Jugendsozialarbeit, das vier Auflagen erfuhr. Breuer verstand Jugendsozialarbeit als „berufsbezogene Jugendhilfe“, die Brücken zu den Betrieben, zur Arbeitsverwaltung, zum berufsbildenden Schulwesen und zu den berufsständischen Organisationen schlägt. Er sah sie als eigenständiges Handlungsfeld, das notwendig zur Jugendfürsorge, Jugendpflege und zum Jugendschutz hinzutritt (4. Aufl. 1965, 62/63). Sie verwirkliche sich in Jugendaufbaudiensten, Jugendaufbauwerken, Jugendsozial- und Jugendgemeinschaftswerken und Jugendwohnheimen. Breuer verstand Jugendsozialarbeit, der sich seit 1950 in der Bundesrepublik Deutschland durchzusetzen begann, als spezifische Hilfe für in ihren beruflichen Startchancen benachteiligte Jugendliche. Karl Hugo Breuer hat weitere gut lesbare fundierte wie aktualitätsbezogene Bücher, praxisbezogene Aufsätze und Lexikonartikel zu verschiedenen Aktionsfeldern der Jugendsozialarbeit, darunter auch zur Integration spätausgesiedelter und ausländischer Jugendlicher verfasst. Sein besonderes Anliegen galt den Erziehungs- und Berufsförderungschancen in Jugendwohnheimen, von denen es 1964 allein in Nordrhein-Westfalen 634 gab. Er war Initiator, Herausgeber und Schriftleiter der Zeitschrift Die Heimstatt (46 Jahrgänge bis 1998), des Jahrbuches für Jugendsozialarbeit (19 Jahrgänge 1980–1998), der Heftreihe Forum Jugendsozialarbeit (24 Hefte 1986 bis 1997) sowie weiterer Reihen zur Jugendsozialarbeit und außerschulischen Erziehung.
Bei dieser intensiven Publikationstätigkeit wirkte sich hilfreich aus, dass er beruflich aufstieg und sein Einfluss in Nordrhein-Westfalen und in der Bundesrepublik Deutschland ständig zunahm. Am 12. April 1973 wurde er Direktor sowie 2. Vorsitzender der Zentrale der Katholischen Heimstatt-Bewegung, die später in Arbeitsgemeinschaft Katholische Jugendsozialarbeit Nordrhein-Westfalen umbenannt wurde. Am 25. Februar 1991 wurde er deren 1. Vorsitzender. Er war im April 1958 Mitbegründer und seitdem Vorsitzender des Johann-Michael-Sailer-Institutes in Köln, das nach dem großen Theologen und Pädagogen der Aufklärungszeit benannt war. 1960 wurde Breuer zudem Gründungsmitglied der ersten grundständigen Höheren Fachschule für außerschulische Pädagogik, des Altenberger Jugendleiterseminars. In Altenberg organisierte er auch viele Jahre Werkwochen für Mitarbeiter in Einrichtungen der Jugendsozialarbeit Nordrhein-Westfalens. Breuer wirkte also in diesen Funktionen anregend und fördernd für das sozialpädagogische Aus- und Fortbildungswesen. Als die Sozialpädagogik und Sozialarbeit 1971 auf Fachhochschulniveau angehoben wurde, wurde er Mitglied des Verwaltungsrates der Katholischen Fachhochschule in Nordrhein-Westfalen.
Auf Bundesebene war er 1988–1996 stellvertretender Vorsitzender der Bundesarbeitsgemeinschaft Katholische Jugendsozialarbeit.
Infolge seines Verhandlungsgeschicks, seiner weitherzigen Persönlichkeit und seines sozialpolitischen Engagements war seine Mitarbeit auch in außerkirchlichen und trägerübergreifenden Organisationen gefragt. Seit 1951 war er Mitglied der Plenarversammlung, der Geschäftsführerkonferenz und verschiedener Ausschüsse der Arbeitsgemeinschaft Heimstatthilfe im Lande Nordrhein-Westfalen, die 1991 in Landesarbeitsgemeinschaft Jugendsozialarbeit Nordrhein-Westfalen umbenannt wurde. Am 15. Januar 1970 wurde er 1. und geschäftsführender Vorsitzender dieser jugendpolitisch wichtigen Landesarbeitsgemeinschaft und behielt diese Funktion für mehrere Jahrzehnte. Von 1951 bis 1967 war er Mitglied des Landeskuratoriums für Jugendheimstattfragen und hat in dieser Eigenschaft die nordrhein-westfälische Landesregierung bei Gesetzesvorhaben und -realisierungen beraten. Seit 1965 war er Mitglied des Vorstands der Bundesarbeitsgemeinschaft Jugendaufbauwerk, der späteren Bundesarbeitsgemeinschaft Jugendsozialarbeit, deren 2. Vorsitzender er 1985 wurde, um dann 1987 für drei Jahre 1. Vorsitzender zu werden. In seiner Verbandsarbeit hat er durch öffentliche Stellungnahmen und vielseitiges Schrifttum auf die Vorbereitung und Entwicklung des Kinder- und Jugendhilfegesetzes von 1990 Einfluss genommen.
Am 19. Juni 1998 wurde Karl Hugo Breuer als Direktor der Zentrale der Arbeitsgemeinschaft Katholische Jugendsozialarbeit mit einer Festakademie feierlich verabschiedet. Auch nach seinem Ausscheiden aus der aktiven Berufstätigkeit blieb er ein gefragter Ratgeber, der aus seiner jahrzehntelangen Erfahrung jüngeren Mitarbeitern in den verschiedenen Feldern der Jugendsozialarbeit wertvolle Hinweise geben konnte. Aus eigener Erinnerung und mit Hilfe seines umfangreichen Archivmaterials verfasste er Beiträge zur Geschichte der Jugendsozialarbeit. Der Fachöffentlichkeit schenkte er 2007 das Sammelwerk Beiträge zur Geschichte katholischer Jugendsozialarbeit, das unverzichtbar für die Erforschung der Jugendsozialarbeit nach dem Zweiten Weltkrieg, darüber hinaus auch wertvoll ist für die rheinische Kirchengeschichte. Er hat entscheidend zur Gestaltung, Professionalisierung und Qualifizierung der Jugendsozialarbeit und der sozialen Arbeit überhaupt beigetragen.

## Ehrungen
Karl Hugo Breuer hat zahlreiche Ehrungen erfahren. Papst Johannes Paul II. ernannte ihn aufgrund seiner Verdienste zum Komtur des Gregoriusordens. Er war Träger des Ehrenzeichens in Gold und der Lorenz-Werthmann-Medaille des Deutschen Caritasverbandes, der Maternusplakette des Erzbischofs von Köln und weiterer Auszeichnungen. Mehrere Nachrufe u. a. des Ministers für Generationen, Familie, Frauen und Integration des Landes NRW, der BAG Katholische Jugendsozialarbeit, der LAG Jugendsozialarbeit NRW, des Erzbistums Köln ehrten ihn als Nestor und Wegbereiter der katholischen Jugendsozialarbeit in Deutschland.

## Schriften (Auswahl)
- Der junge Marx. Sein Weg zum Kommunismus (= Diss. phil.). Köln 1954
- Jugendsozialarbeit – Neues Feld der Jugendhilfe. In: Die Heimstatt, Jg. 4 (1956), S. 513–526.
- Jugendsozialarbeit (= Katholische Jugendsozialarbeit, Schriftenreihe der „Heimstatt“; Bd. 4). 1. Aufl. Köln 1957, 2. Aufl.1958, 3. Aufl. 1961, 4. Aufl. 1965.
- Jugendarbeit als Lebensberuf. In: Die Heimstatt, Jg. 8 (1960), S. 189–193, 274–278, 352–358.
- Heimstatt – wohin? Ein Beitrag zur Gegenwart und Zukunft der Jugendwohnheime (= Katholische Jugendsozialarbeit, Schriftenreihe der „Heimstatt“; Bd. 9), Köln 1961, 2. erheblich vermehrte Aufl. 1965; 3. völlig erneuerte Aufl. 1970.
- Partnerschaft in der Heimstattarbeit. In: Die Heimstatt, Jg. 12 (1964), S. 158–170.
- Außerschulische Erziehung. Köln 1965;
- Heimleiter: Umrisse eines Berufsbildes (= Katholische Jugendsozialarbeit, Schriftenreihe der „Heimstatt“; Bd. 14). Köln 1966.
- Partnerschaft im Heim (= Katholische Jugendsozialarbeit, Schriftenreihe der „Heimstatt“; Bd. 15). Köln 1967.
- Jugendwohnheime im Wandel. In: Die Heimstatt, Jg. 16 (1968), S. 336–346.
- Heimplanung am Beispiel eines Jugendwohnheims (= Katholische Jugendsozialarbeit, Schriftenreihe der „Heimstatt“; Bd. 17). Köln 1969.
- Jugendsozialarbeit im Wandel. In: Die Heimstatt, Jg. 19 (1971), S. 124–139.
- Jugendarbeitslosigkeit – eine Herausforderung für die Jugendhilfe. In: Die Heimstatt, Jg. 34 (1986), S. 36–48.
- Vier Jahrzehnte Jugendsozialarbeit – ein Rückblick, In: Karl Hugo Breuer (Hrsg.), Jahrbuch für Jugendsozialarbeit, Bd. X, Köln 1989, S. 149–162.
- Jugendsozialarbeit in der Zeit nach dem Zweiten Weltkrieg (1945-1965). In: Paul Fülbier / Richard Münchmeier (Hrsg.), Handbuch Jugendsozialarbeit. Geschichte, Grundlagen, Konzepte, Handlungsfelder, Organisation. Bd. 1. Münster 2001, S. 67–83.
- Beiträge zur Geschichte katholischer Jugendsozialarbeit. Norderstedt 2007.